# بطولة العالم لسباق الدراجات على الطريق 1978
بطولة العالم لسباق الدراجات على الطريق 1978 هي الدورة ال51 من بطولة العالم لسباق الدراجات على الطريق، أجريت في حلبة نوربورغرينغ، ألمانيا الغربية.

## برنامج المسابقات
رجال
- سباق الطريق ضد الساعة.
- سباق الطريق ضد الساعة للفرق.

سيدات
- سباق الطريق المداري.

شبان
- سباق الطريق المداري للشبان.

## النتائج النهائية
| المسابقة              | ذهبية                     | فضية                            | برونزية                   |
| --------------------- | ------------------------- | ------------------------------- | ------------------------- |
| الرجال                |                           |                                 |                           |
| سباق الطريق ضد الساعة | جيري كنيتيمان (هولندا)    | فرانشيسكو موزر (إيطاليا)        | يورغن ماركوسين (الدنمارك) |
| الفريق البطل          | هولندا                    | الاتحاد السوفيتي                | سويسرا                    |
| السيدات               |                           |                                 |                           |
| سباق الطريق المداري   | Beate Habetz (FRG)        | Keetie van Oosten-Hage (هولندا) | إيفا لورينزو (إيطاليا)    |
| شبان                  |                           |                                 |                           |
| سباق الطريق المداري   | فلاديمير ماكاركين (روسيا) | Hubert Denstedt (GDR)           | توماس لانديس (سويسرا)     |